# Shellsortering
shellsortering (engelsk: Shellsort) er en sorteringsalgoritme som blev opdaget af Donald Shell i 1959. Algoritmen kan ses som en forbedring af andre, enklere, sorteringsalgoritmer, typisk indsættelsessortering. Det der gør shellsortering mere effektiv end normal indsættelsessortering er at algoritmen tillader sammenligning mellem to elementer, som ligger langt fra hinanden. Algoritmens afviklingstid er voldsomt afhængig af den anvendte gapsekvens. For mange praktiske varianter er deres tidskompleksitet et uløst problem.

## Eksempelkode
Med brug af Marcin Ciuras gapsekvens, med en indre indsættelsessortering.
```
# Sort an array a[0...n-1].

gaps
 
=
 
[
701
,
 
301
,
 
132
,
 
57
,
 
23
,
 
10
,
 
4
,
 
1
]

# Start with the largest gap and work down to a gap of 1

foreach
 
(
gap
 
in
 
gaps
)

{

    
# Do a gapped insertion sort for this gap size.

    
# The first gap elements a[0..gap-1] are already in gapped order

    
# keep adding one more element until the entire array is gap sorted

    
for
 
(
i
 
=
 
gap
;
 
i
 
<
 
n
;
 
i
 
+=
 
1
)

    
{

        
# add a[i] to the elements that have been gap sorted

        
# save a[i] in temp and make a hole at position i

        
temp
 
=
 
a
[
i
]

        
# shift earlier gap-sorted elements up until the correct location for a[i] is found

        
for
 
(
j
 
=
 
i
;
 
j
 
>=
 
gap
 
and
 
a
[
j
 
-
 
gap
]
 
>
 
temp
;
 
j
 
-=
 
gap
)

        
{

            
a
[
j
]
 
=
 
a
[
j
 
-
 
gap
]

        
}

        
# put temp (the original a[i]) in its correct location

        
a
[
j
]
 
=
 
temp

    
}

}

```